# Berane
Berane (in montenegrino Беране) è un comune nel nord-est del Montenegro. 
Berane è uno dei centri dell'area di Polimlje, che prende il nome dal fiume Lim.

## Storia
Berane è stata fondata nel 1862, formando una parte del Sangiaccato di Novi Pazar. Dal luglio del 1949 al marzo del 1992, quando il Montenegro faceva parte della Repubblica Socialista Federale di Jugoslavia, Berane era conosciuta come Ivangrad.

## Società

### Popolazione
La popolazione di Berane centro è rimasta costante negli ultimi venti anni:
- 1981 - 12 720 abitanti;
- 1991 - 12 267 abitanti;
- 2003 - 11 776 abitanti.

Nel 2003 il 34% della popolazione comunale viveva nel centro principale. Oltre al capoluogo comunale nessuna località supera il migliaio di abitanti. 
La suddivisione etnica per i dati del 1991:
- Montenegrini (59,03%)
- Musulmani (30,21%)
- Serbi (7,30%)

La stessa per i dati del 2003:
- Serbi (41,43%)
- Montenegrini (22,70%)
- Bosgnacchi (22,00%)
- Musulmani (7,32%)

## Geografia antropica

### Località
Il comune di Berane comprende 65 località:
| - Azane - Babino - Bastahe - Beran Selo - Berane - Bor - Bubanje - Buče - Budimlja - Crni Vrh - Crvljevine - Dapsići - Dašča Rijeka - Dobrodole - Dolac - Donja Ržanica - Donja Vrbica | - Donje Luge - Donje Zaostro - Dragosava - Glavaca - Godočelje - Goražde - Gornja Vrbica - Gornje Zaostro - Jašovići - Javorova - Johovica - Kalica - Kaludra - Kruščica - Kurikuće - Lagatori - Lazi | - Lješnica - Lubnice - Lužac - Mašte - Mezgalji - Murovac - Orah - Orahovo - Pahulj - Pešca - Petnjik - Ponor - Poroče - Praćevac - Radmanci - Radmuževići | - Rovca - Rujišta - Savin Bor - Skakavac - Štitari - Tmušići - Trpezi - Tucanje - Veliđe - Vinicka - Vrševo - Vuča - Zagorje - Zagrad - Zagrađe |

## Infrastrutture e trasporti
Berane è collegata con il resto del paese tramite due autostrade. Bijelo Polje dista circa 35 km e da lì si arriva a Podgorica e alla costa. 
Berane ha un aeroporto, che per un certo tempo è caduto in disuso; attualmente esistono piani per la sua rivitalizzazione e uso come aeroporto regionale.